# ФК Хадерсфилд Таун
ФК Хадерсфилд Таун је професионални фудбалски клуб из Хадерсфилда, грофовија Западни Јоркшир, Енглеска. Тренутно наступа у Премијер лиги. Клуб је основан 1908. године. Од 1994. године домаће утакмице ига на стадиону Џон Смит. Претходно је играо на стадиону Лидс роад, од 1908. године.
Већину свог постојања провели су у нижим лигама енглеског фудбала. Године 1922. освојили су ФА куп.